# جوش إبراهام
جوش إبراهام (بالإنجليزية: Josh Abraham)‏ هو ملحن ومنتج أسطوانات أمريكي، ولد في القرن العشرين في لوس أنجلوس في الولايات المتحدة.

## وصلات خارجية
- جوش إبراهام على موقع ميوزك برينز (الإنجليزية)
- جوش إبراهام على موقع أول ميوزيك (الإنجليزية)
- جوش إبراهام على موقع ديسكوغز (الإنجليزية)